# NGC 7263-2
NGC 7263-2 (другие обозначения — MCG 6-49-4, ZWG 514.12, 4ZW 97) — галактика в созвездии Ящерица.
Этот объект не входит в число перечисленных в оригинальной редакции «Нового общего каталога» и был добавлен позднее.